# نهر لانجيل الجليدي
نهر لانجيل الجليدي هو نهر جليدي يقع على المنحدر الشمالي لجبل هود، ولاية أوريغون، الولايات المتحدة.